# 슈퍼그래스
슈퍼그래스(Supergrass)는 1993년에 결성된 잉글랜드의 록 밴드이다.